# Автодорога Т-0416 (Украина)
Автодорога Т-0416 — автомобильная дорога территориального значения в Днепропетровской области.

## Маршрут
| Автодорога Т-0416                               |                      |
| Днепропетровская область                        |                      |
| Павлоградский район                             |                      |
| Павлоград                                       | соединяется с Т-0408 |
| Синельниковский район                           |                      |
| пересекает ж/д между станцией Зайцево и 1017 км |                      |
|                                                 | переходит в Т-0401   |

## Состояние
Каждый год, после зимы, очень требует ремонта.